# 植村仁
植村 仁（うえむら ひとし、1959年11月10日 - ）は、日本の経営者、東急不動産代表取締役副会長、不動産証券化協会副会長。東京都立大学法学部卒業。

## 略歴
- 1959年（昭和34年）11月 - 埼玉県生まれ
- 1982年（昭和57年）3月 - 東京都立大学法学部卒業
- 1982年（昭和57年）4月 - 東急不動産入社
- 2008年（平成20年）4月 - 同社執行役員経営企画部長
- 2009年（平成21年）4月 - 同社執行役員アセット推進企画部長
- 2010年（平成22年）4月 - 同社執行役員投資マネジメント事業本部長
- 2011年（平成23年）4月 - 同社常務執行役員投資マネジメント事業本部長
- 2011年（平成23年）6月 - 同社取締役常務執行役員投資マネジメント事業本部長
- 2014年（平成26年）4月 - 同社代表取締役副社長執行役員
- 2015年（平成27年）4月 - 同社代表取締役社長
- 2017年（平成29年）4月 - 同社代表取締役副会長